# Zlatobýl kanadský
Zlatobýl kanadský (Solidago canadensis) je invazní rostlina statného vzrůstu, která v druhé polovině léta a začátkem podzimu má svůj vrchol ozdoben chocholem žlutých květů.

## Rozšíření
Pochází ze Severní Ameriky, pravděpodobně z jihu Kanady a centrálních oblastí Spojených států. Do Evropy se dostal roku 1645 a do Číny v roce 1930 jako okrasná rostlina parků a zahrad. Postupně se rozšířil do Asie, Austrálie i na Nový Zéland. V Evropě se nejvíce vyskytuje v areálu mediteránním až severském.
Nachází se často v blízkosti lidských obydlí a využívá změn prostředí způsobených lidskou činností. Osidluje hlavně osluněná místa s propustnou půdou, je tolerantní na množství živin i vlhkost půdy. Roste se na skládkách domovního odpadu, na náspech cest a železničních tratí, na okrajích polí, mezích, okolo vodních toků i polních cest a na různých nevyužívaných plochách, odkud proniká do okolí. Vzácně je k vidění i jako plevel na obdělávaných polích. Rozšířen je mimo horské oblasti v celém Česku.

## Popis
Vytrvalá bylina má nevětvenou lodyhu vysokou 30 až 150 cm, která je ve spodní části načervenalá a výše šedě zelená. Vyrůstá jich několik společně z hlavního vřetenovitého kořene, od něhož odnožují plazivé výběžkaté oddenky. Lodyha je pouze u báze holá a hladká, výše je drsně chlupatá a hustě olistěná (až 100 listů). Odspodu postupně dřevnatí a spodní listy usychají. Přisedlé, střídavě vyrůstající listy s rubem hustě chlupatým se směrem vzhůru zmenšují. Mají čepele kopinatého tvaru, směrem k hrotu se postupně zužují. Listy vyrůstající ve spodní části lodyhy jsou celokrajné, horní jsou s ostře pilovitým okrajem, dlouhé bývají 5 až 15 cm a široké 0,5 až 2 cm. Vedle hlavní žilky jsou na listu patrné i další dvě postranní sbíhající se obloukovitě k vrcholu.
Drobné květní úbory na chlupatých vzpřímených stopkách dlouhých asi 3 mm mají v průměru okolo 5 mm. Uspořádány jsou na mírně prohnutých ochlupených větvičkách do hroznů které vytvářejí jednostrannou, rozkladitou latu. Ta je dlouhá 5 až 25 cm a skládá se ze 150 až 1300 květů. Z květního lůžka vyrůstá na okraji 10 až 17 jazykovitých pestíkovitých květů s podlouhlé obvejčitým jazýčkem a uprostřed 5 až 10 trubkovitých oboupohlavných květů. Všechny květy jsou v průměru široké asi 0,5 mm a mají korunní lístky zlatožluté barvy. Zákrovní listeny jsou uspořádány od 3 do 4 řad, vnitřní jsou úzce podlouhlé, lysé, 3 mm dlouhé a vnější trojúhelníkovité mají délku 1,5 mm. Kvete v červenci až říjnu, opylení zajišťuje především létající hmyz, hlavně včely. Plodem je válcovitě žebernatá nažka asi 1 mm veliká, řídce plstnatá s chmýřím 2,5 mm dlouhým, rostlina produkuje velké množství semen.

## Rozmnožování
Je to vytrvalá rostlina rozmnožující se jak oddenky, tak i semeny. Za příhodných podmínek je schopna pomoci oddenků se rychle šířit a vytvářet rozsáhlé husté porosty. Do vzdálenějších míst roznáší její semena vítr. Protože zlatobýl kanadský je považován za výbornou medonosnou rostlinu a kvete v období, kdy již většina rostlin odkvétá, zanášejí na mnohá místa jeho semena i včelaři.

## Význam
Zlatobýl kanadský je v České republice považován za invazní rostlinu, svým hustým zápojem vytlačuje původní rostlinné druhy (vytváří svou monokulturu) a stále se rozšiřuje do nových míst. Jedná se o neofyt, prvý záznam o jeho výskytu v naší volné přírodě pochází z roku 1838.
Většinou se zlatobýlu kanadskému připisuje schopnost způsobovat svým pylem alergenní reakce. Je to však málo pravděpodobné, protože jeho pylová zrna jsou dost těžká a ve vzduchu se příliš dlouho neudrží, klesají k zemi.

## Galerie

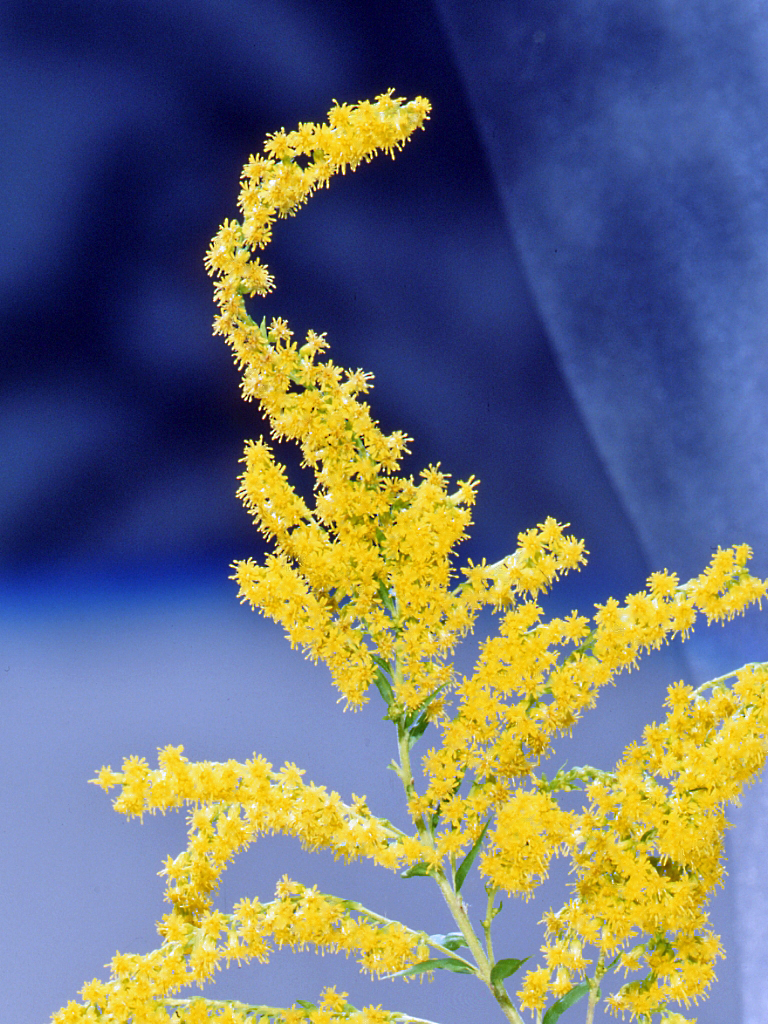
Úbory s rozvitými květy